# JK Tallinna Sadam
El JK Tallinna Sadam (Futbol Club Port de Tallinn) fou un club de futbol estonià de la ciutat de Tallinn.

## Història
El club va existir entre 1991 i 1998. En aquests anys es proclamà campió de la copa estoniana dos cops, els anys 1996 i 1997. El club desaparegué el 1999 quan es fusionà amb Levadia Maardu.

## Palmarès
- Copa estoniana de futbol: 
  - 1995-96, 1996-97

- Supercopa estoniana de futbol: 
  - 1996-97

## Temporades
| Any   | Lliga | Posició | Gols +/- | Punts |
| ----- | ----- | ------- | -------- | ----- |
| 1992  | III   | 2       | + 1      | 4     |
| 92/93 | II    | 2       | +38      | 26    |
| 93/94 | I     | 5       | +12      | 25    |
| 94/95 | I     | 4       | +18      | 25    |
| 95/96 | I     | 4       | + 7      | 21    |
| 96/97 | I     | 3       | + 4      | 24    |
| 97/98 | I     | 2       | +27      | 31    |
| 1998  | I     | 2       | +38      | 34    |

## Tallinna Sadam a Europa
- 1Q = Primera ronda de qualificació

| Temporada | Competició                | Ronda | País    | Club              | Marcador |
| --------- | ------------------------- | ----- | ------- | ----------------- | -------- |
| 1996/97   | Recopa d'Europa de futbol | 1Q    | Ucraïna | FC Nyva Vinnytsia | 2-1, 0-1 |
| 1997/98   | Recopa d'Europa de futbol | 1Q    | Belarús | Belshina Bobruisk | 1-1, 1-4 |
| 1998/99   | Copa de la UEFA           | 1Q    | Polònia | Polonia Warszawa  | 0-2, 1-3 |